# 西安咸阳国际机场
西安咸阳国际机场（又称西安机场）位于陕西省西安市西咸新区空港新城境内，位于西安市市中心西北方向25公里。作为关中城市群目前唯一的国际机场，机场飞行区等级为最高的4F级，具备II类盲降标准，拥有一条3800×45米、一条3800×60米跑道，四座独立运营的T1、T2、T3、T5航站楼，航站楼建筑面积合计超过110万平方米，是中国最大的客运机场之一。西安国际机场是中国重要的门户机场，为西北地区最大的空中交通枢纽，同时也中国内地面积第五大机场，中国西北地区最繁忙的枢纽机场。
2024年西安咸阳机场旅客吞吐量4703.9万人次，位列中国大陆第11，被Skytrax评为全球四星级机场。

## 历史沿革
原西安机场位于城西安定门附近，称“西安西关机场”。因距离主城区太近，噪音严重；20世纪80年代，西关机场已无法满足西安城市发展的需要。经中央军委主席邓小平亲自批准后，政府决定在渭北黄土塬上的开阔地，另选新址建设机场（坐标N34.44,E108.76）。原西关机场被拆除建为新的城区。

### 工程建設
西安咸阳机场最初为1937年在底张塬上建设的小型军用机场，设有一条长1200米、宽50米的土质跑道以及砖石停机坪、营房，1937年12月23日竣工，次年成立航空站，1950年被中国人民解放军西北野战军空军组接管:40:567。1979年，由于西安西关机场不敷应用，陕西省政府向国务院、中央军委请求迁建机场，但由于资金不足而暂缓。1982年10月25日，时任陕西省委书记马文瑞向邓小平呈专函说明西关机场迁建的迫切性，提出“希望空军把咸阳底张机场交给地方使用，改为民航机场”，邓小平批示国务院派人牵头解决此问题:39。
然而在研究阶段，空军认为民航使用咸阳机场会干扰武功机场的空域，倾向于扩建临潼机场的计划，民航方面则以临潼机场地势低洼、冬季能见度差、只能单向飞行等因素为由，认为扩建咸阳机场最为适宜。1983年，中央军委曾通知在临潼扩建机场。1984年3月10日，国务院与中央军委达成一致，确定扩建咸阳机场为民用机场，原先对临潼机场扩建的通知作废:39。1985年9月20日，咸阳机场的土地由中国人民解放军空军移交给民航陕西省局，设计任务书于同年11月获国家计委批准，次年成立工程指挥部，1987年8月20日正式开工:40。
1991年9月1日，一期工程建设完成，并正式通航。机场一期工程设计年旅客吞吐量200万人次；建设主跑道、主停机坪、1号航站楼、国际航站楼等，其中咸阳机场国际候机厅启用于1995年6月8日。1995年8月16日，中国民航总局将西安咸阳机场更名为西安咸阳国际机场。1998年西安机场的旅客吞吐量达到286万人次，超出一期设计指标。
2003年12月18日，西安咸阳国际机场整体移交陕西省人民政府，隶属西部机场集团公司直接管理。在2007年第11届中国东西部经贸洽谈会上，西部机场集团公司、德国法兰克福机场、中国航空集团有限公司和西部机场集团空港物流（西安）有限责任公司共同出资20亿元将对机场管理单位进行股份制改造，成立了西安咸阳国际机场股份有限公司。

### 二期工程
机场二期工程于2000年8月开工建设，2003年9月16日完工投入运营。二期工程总投资15亿元，建设2号航站楼，可保证年旅客吞吐量1000万人次。
在2号航站楼投入使用仅仅四年后的2007年，西安机场旅客吞吐量即突破了设计的1000万人次目标，后又于2011年突破2000万人次。2007年4月，国家发改委批复同意机场二期扩建工程立项。扩建工程于2009年3月正式开工，2012年3月建成运营；包括修建2号主跑道、2号主停机坪、3号航站楼、及三条候机指廊；总投资近97.57亿人民币。这使西安国际机场达到4F类机场的要求，成为中国第四个双跑道独立运行的机场（成都双流国际机场虽然是中国西部第一个双跑道机场，但曾因空中管制等原因，长期未能独立运行），并可供目前世界上最大机型空客A380飞机跨洲际飞行降落。
在接下来的数年内，西安机场继续以极高的速度完成了两次旅客吞吐量千万级的跨越，于2015年突破3000万人次，2017年突破4000万人次，相当于每年增长一个中型机场，两年间增长了一个大型机场，增速高于全国民航平均水平，位居全国十大机场前列。2017年11月18日，民航局于《关于报送西安咸阳国际机场三期扩建工程预可行性研究报告意见的函》（民航﹝2017﹞1287号）中同意建设西安机场三期工程。三期工程包括机场东航站区、综合交通枢纽地区近远期规划、东航站楼、中卫星厅以及东交通中心等。其中东航站楼建筑面积约60万平米，东交通中心建筑面积约40万平米。

### 三期工程
西安机场三期扩建工程于2020年7月开工，预计2026年底全面竣工。建成后将拥有4条跑道，4座航站楼，成为国内国际大型航空中转枢纽。其中T5航站楼于2025年2月20日启用，首个使用T5航站楼的到港航班为20日凌晨0时7分落地的喀什至西安MU2204次，首个出港航班则为6时05分起飞的西安至泉州MU6245次。该航站楼采用“双层出发双层到达”的客流组织模式，配备智能行李处理系统。T5航站楼开设有在地文物展示博物馆，专门展示机场在历次建设期间考古发掘的文物。

## 机场设施
西安咸阳国际机场飞行区现等级为4F级，实行雷达空中管制系统；拥有3,000米×45米和3,800米×60米两条平行跑道，242个停机位；四座候机楼，共110万平方米；能够满足2030年旅客吞吐量8,300万人次的设计需求。
机场目前4座航站楼中，T2航站楼与T1航站楼空侧连通，为海航系列和国航系列使用（其中海航系列飞机实际停靠T1廊桥，在T2出发到达）；T3航站楼为南航系列以及其他航空公司使用；T5航站楼为东航系列、长龙航空以及所有国际、港澳台地区航班使用。

### 航站区
西安机场是中国民用航空局规划建设的区域性枢纽机场之一。站坪分为南、北两个区域，现有东、西两个航站区，T1、T2、T3、T5共四个旅客航站楼。

#### T1航站楼

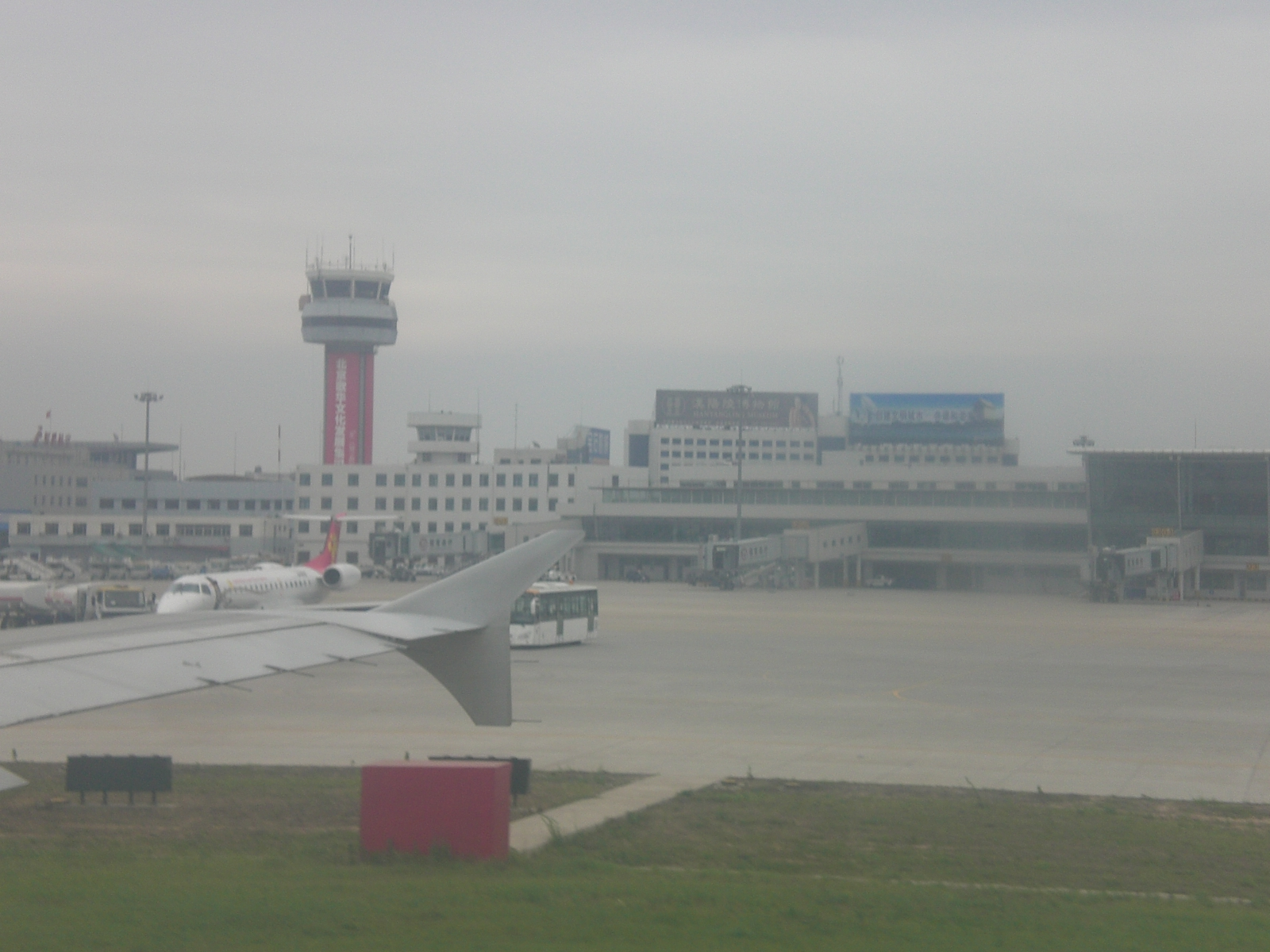
T1航站楼空侧和旧塔台（2007年）

T1航站楼始建于1984年，属机场一期工程的重要部分；T1航站楼建筑面积为2.54万平方米（包括1994年，机场在T1航站楼的西南侧扩建了4,100平方米临时国际联检厅），进出港旅客流程采用一层半式。
1991年9月开始运营；曾经是中国西北航空公司的基地机场。2004年，在T2号航站楼建成运营后，曾停止使用。2007年9月12日，中国南方航空冠名T1航站楼；随即，南航四川航空、厦门航空、重庆航空等航空公司的出发抵达均转由T1航站楼。后来成立并以西安为基地的幸福航空也使用T1航站楼。
2012年5月3日，T3航站楼启用后，南航转场至T3A，其它南航系列航空公司转入T2航站楼。至此，T1航站楼陆侧部分停止使用，与T2连通的廊桥部分则会继续使用。2017年6月5日起将重新启用T1航站楼，春秋航空、九元航空转入T1运营。2022年4月15日起，春秋航空、西藏航空、九元航空将转场至T3航站楼运行。

#### T2航站楼

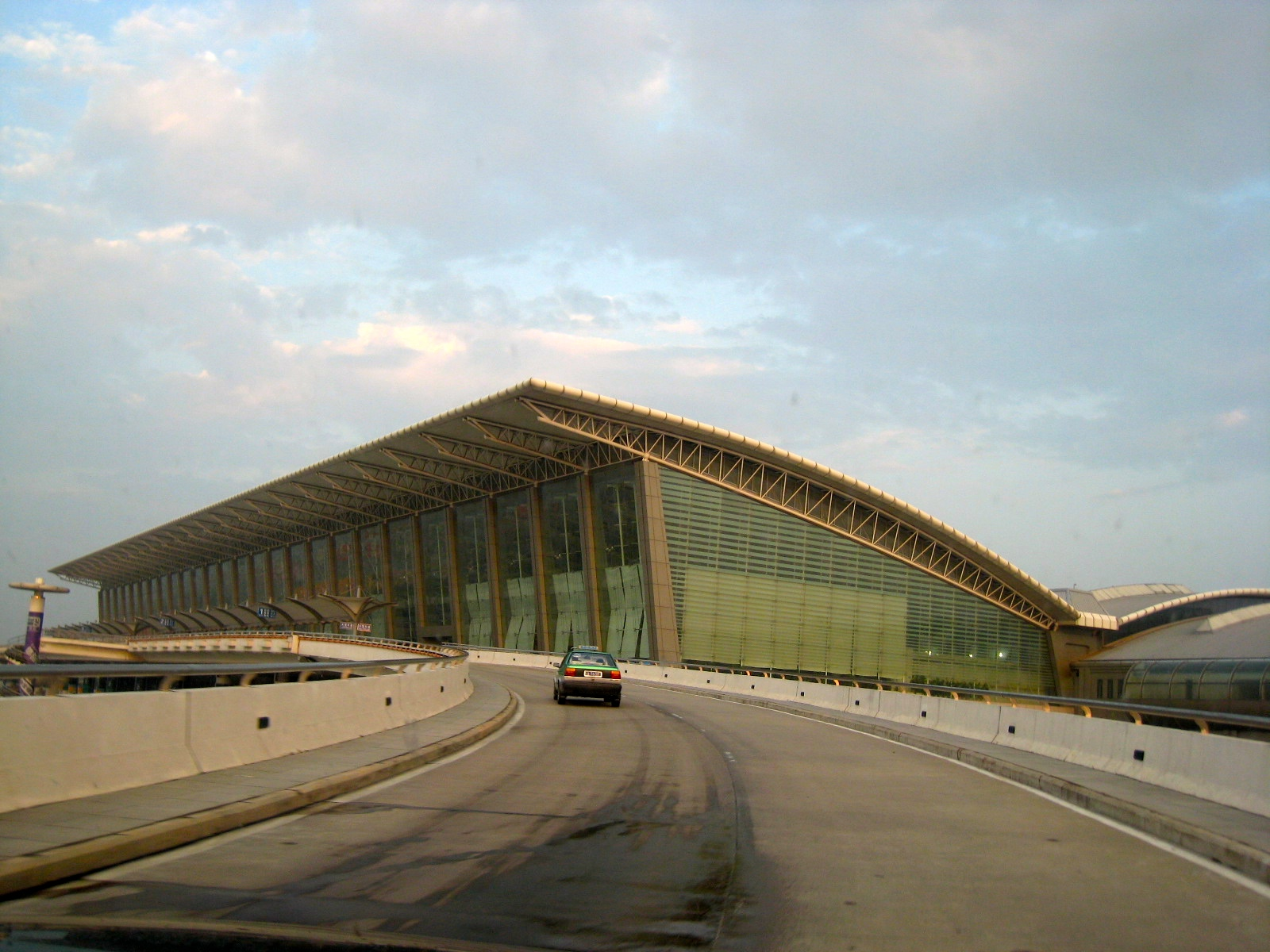
2号航站楼落客匝道

T2航站楼是机场二期工程的一部分；于2000年开工建设，2003年9月投入营运。T2航站楼建筑面积6.92万平方米，进出港旅客流程采用二层式。目前承载海南航空系列、中国国际航空系列等航空公司的国内航班。

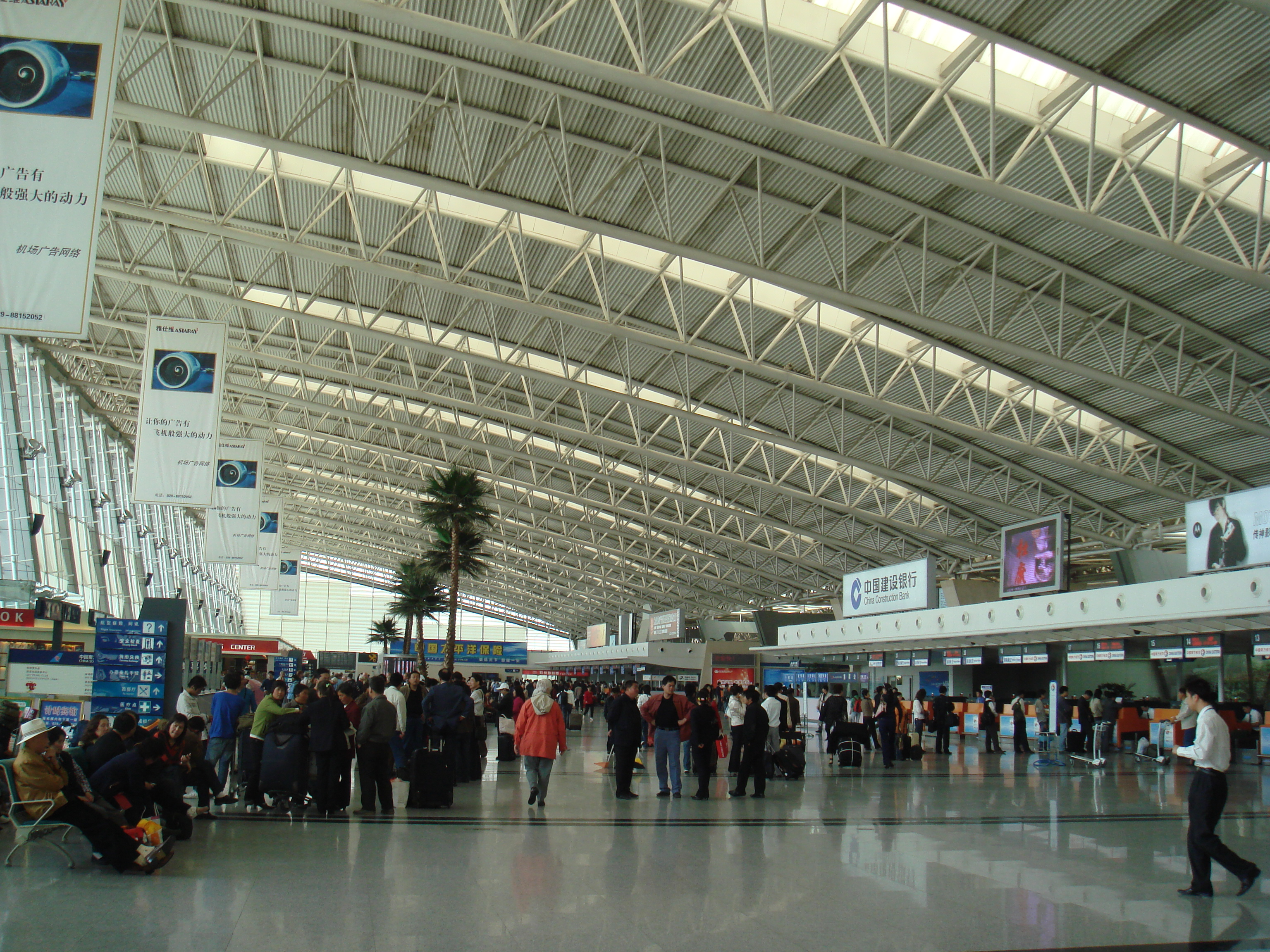
T2出发大厅
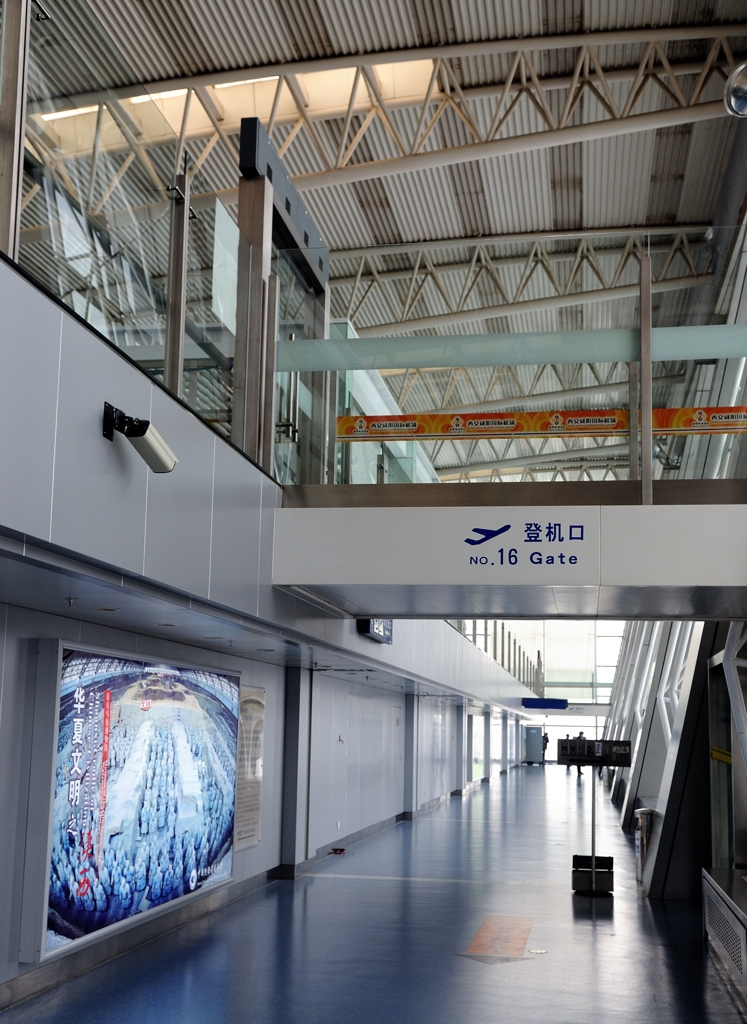
到达夹层
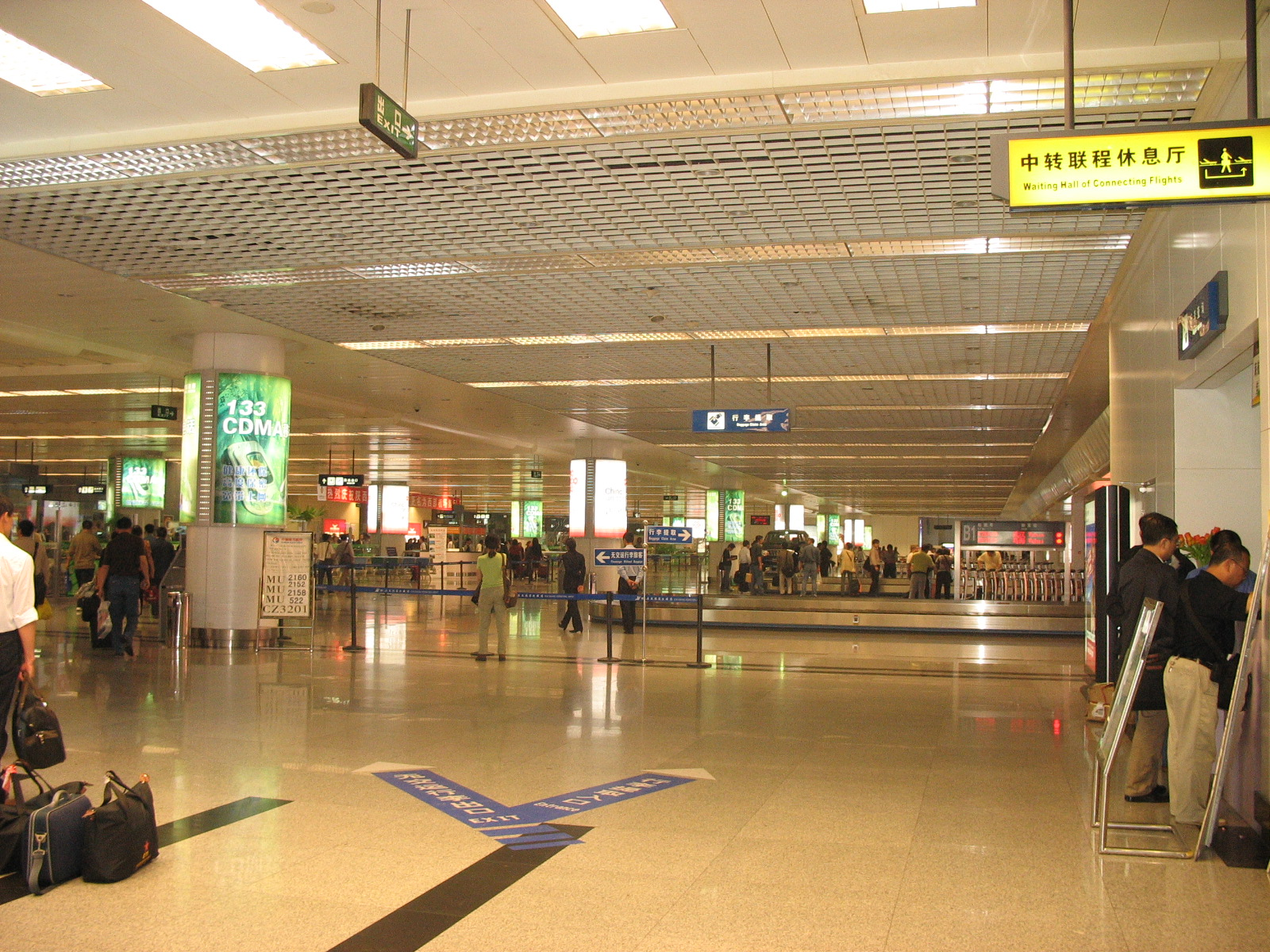
行李提取区
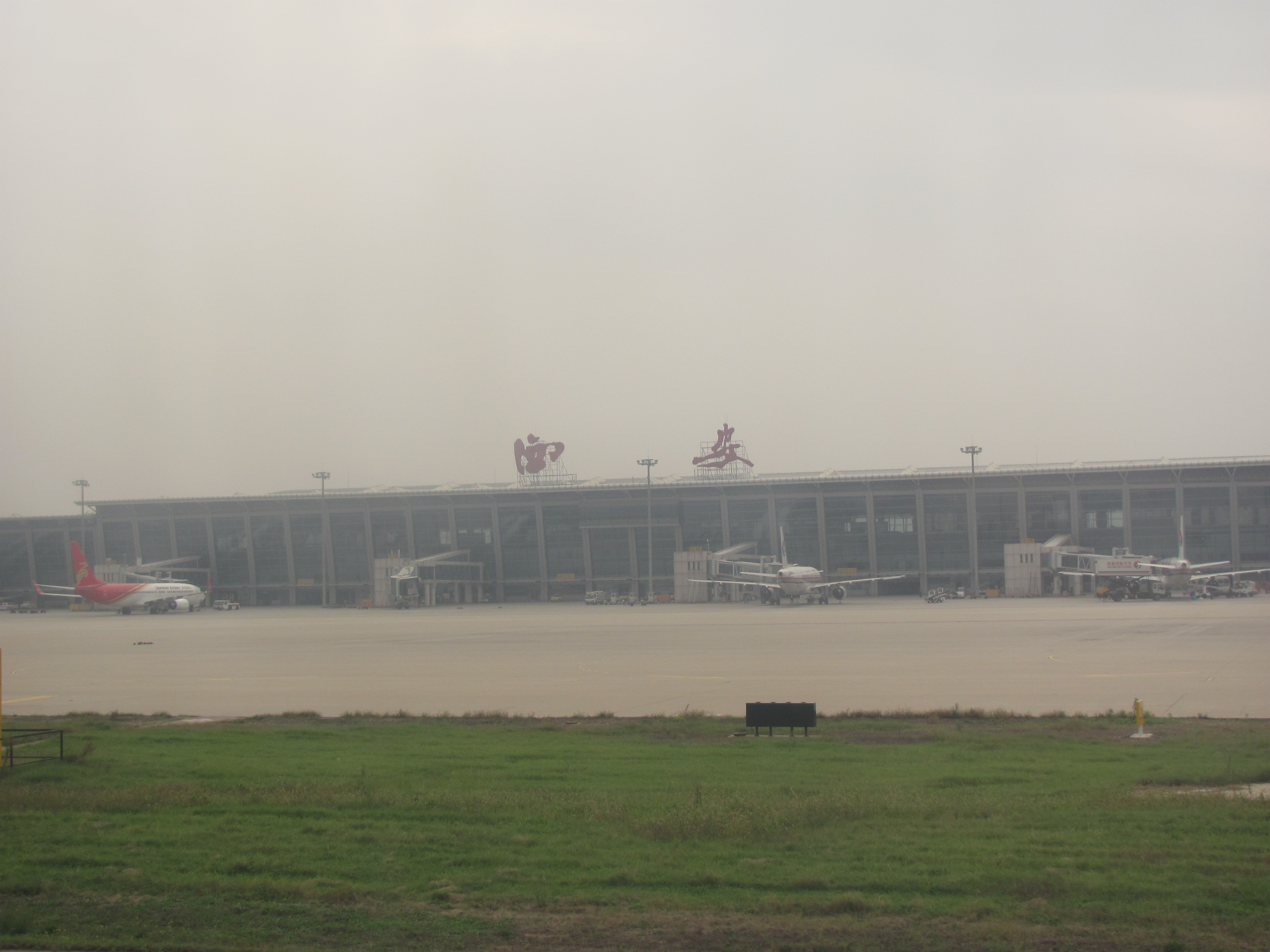
空侧建筑
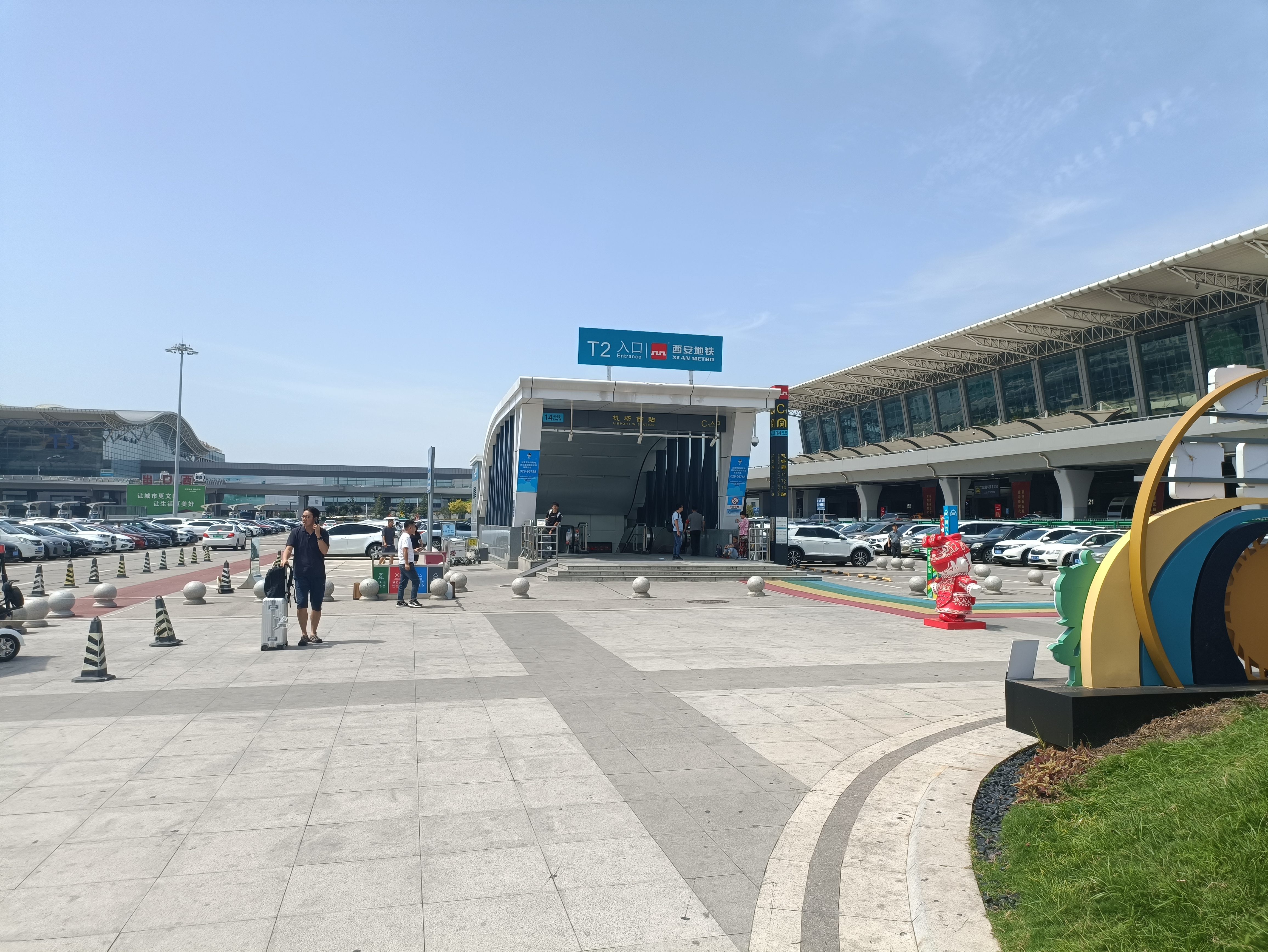
陆侧前地铁入口

#### T3航站楼

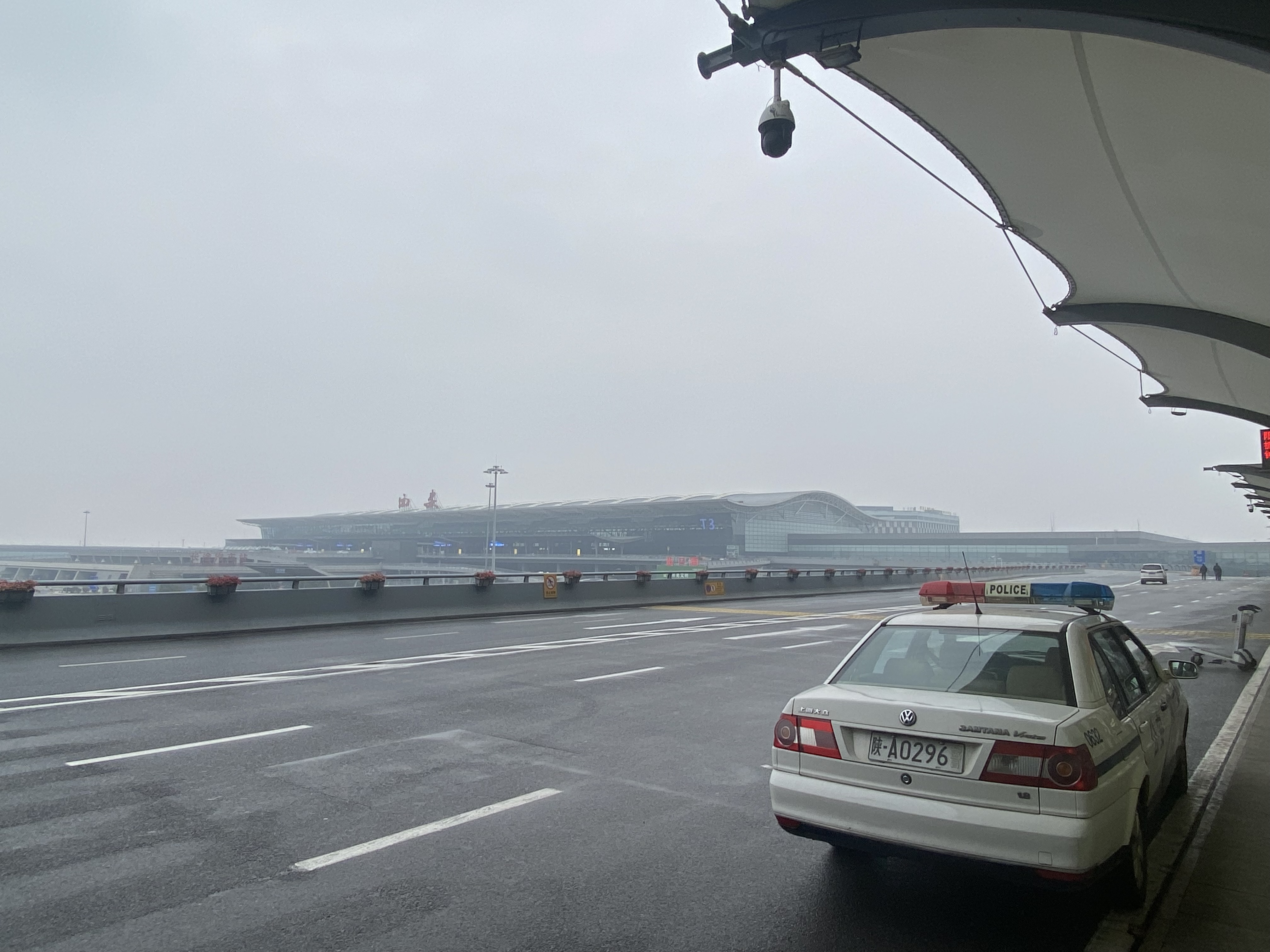
眺望3号航站楼陆侧

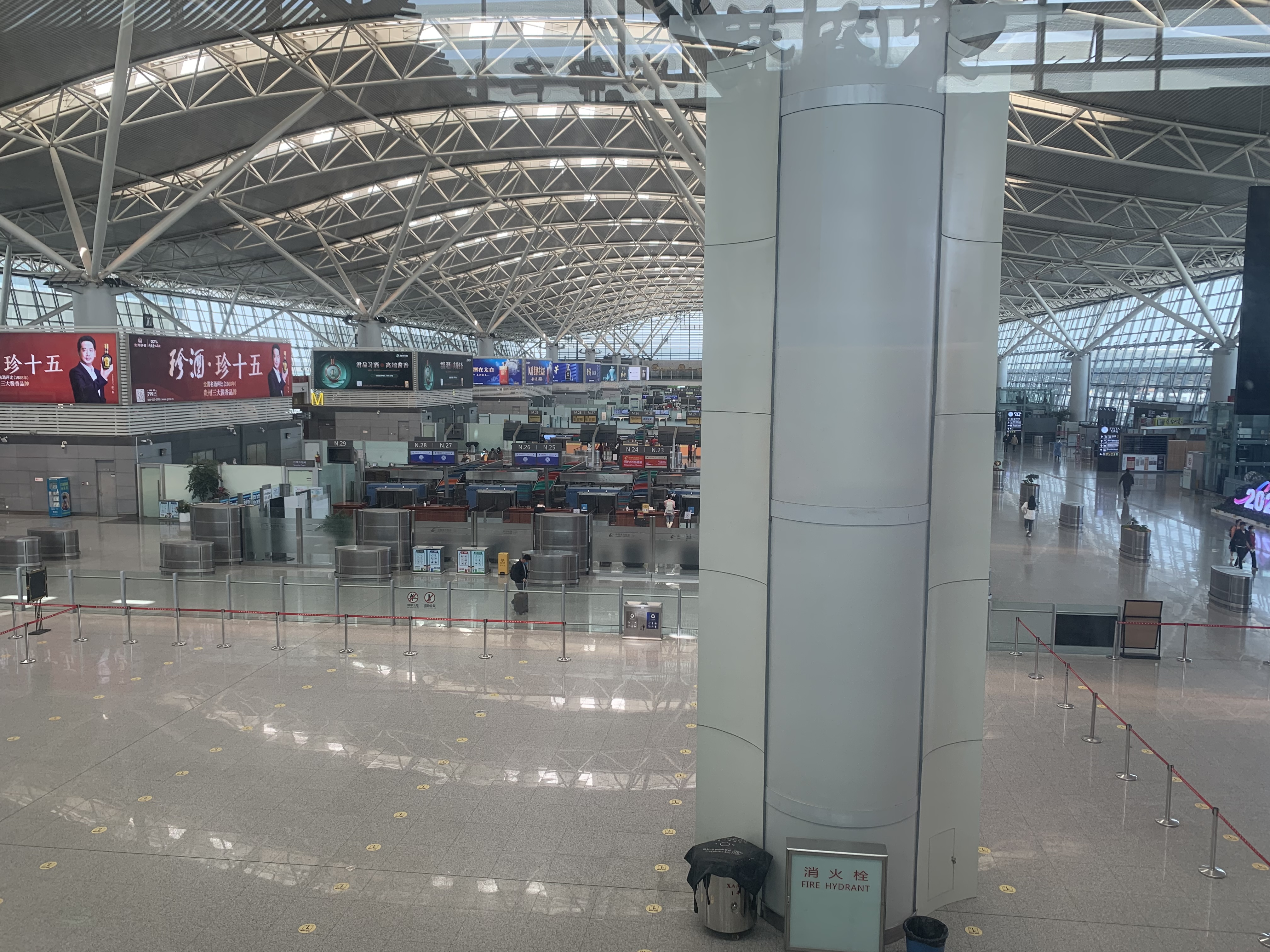
西安咸阳国际机场T3航站楼出发大厅

T3航站楼位于T2航站楼西侧，分为A、B两座，规划设有7个指廊，总面积为55万平方米。设计理念取材于汉唐长安城，及中国传统宫殿建筑的飞檐造型，运用生态环保的理念，最大限度地降低能源消耗。T3航站楼A座，于2011年12月29日建成，2012年5月3日正式投入使用。

##### A座
T3A航站楼已建设面积为25.3万平方米，为国内楼使用，主要由主楼、T2-T3连廊、南北两侧过街楼、南北两侧连接楼及南侧两个指廊（自东向西分别为南一、南二指廊）五部分组成。另外配有22条登机桥。目前有2家航空公司进驻T3A航站楼，分别是中国南方航空和四川航空。
T3A航站楼配备一整套行李处理系统，由西门子设计；包括一个离港和到港系统，以及一个可容纳1,000件行李的早到行李存储系统。离港系统由4个值机岛共80个值机柜台以及2套翻盘分拣机；到港大厅共有9个到港转盘；中转旅客的行李可由1条独立的传送线，送到换乘航班。
T3A商业面积1.3万平方米，商业网点83个，分布在旅客登机的各个流程。拥有，COACH、KC、天梭、浪琴等国际一线品牌商店。餐饮方面，还引进了必胜客、肯德基、汉堡王、星巴克、哈根达斯等。另外，T3A航站楼出发厅南边有“乐享厨房”，综合交通枢纽里还有陕西地方特色小吃城。

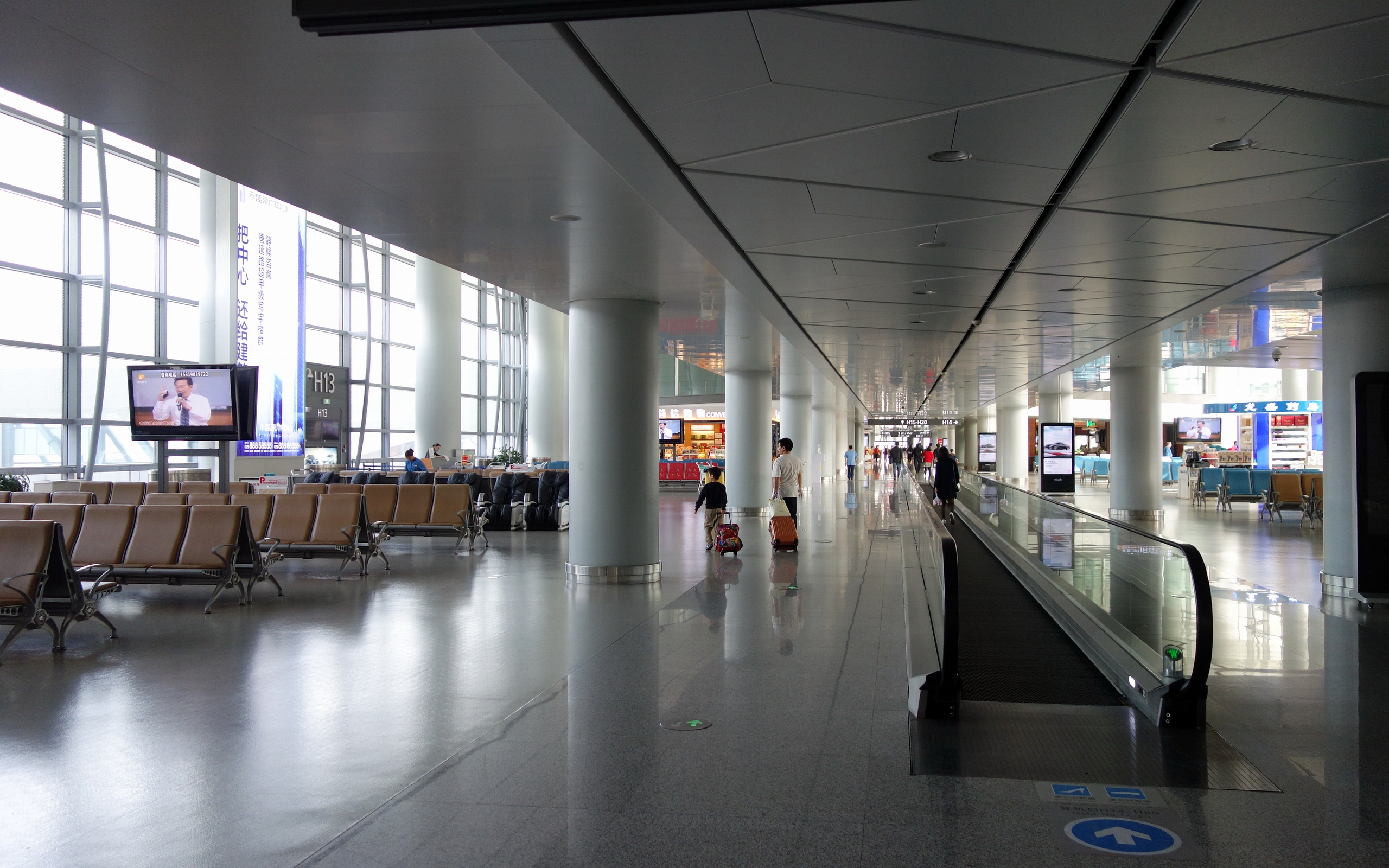
南二指廊1层候机区
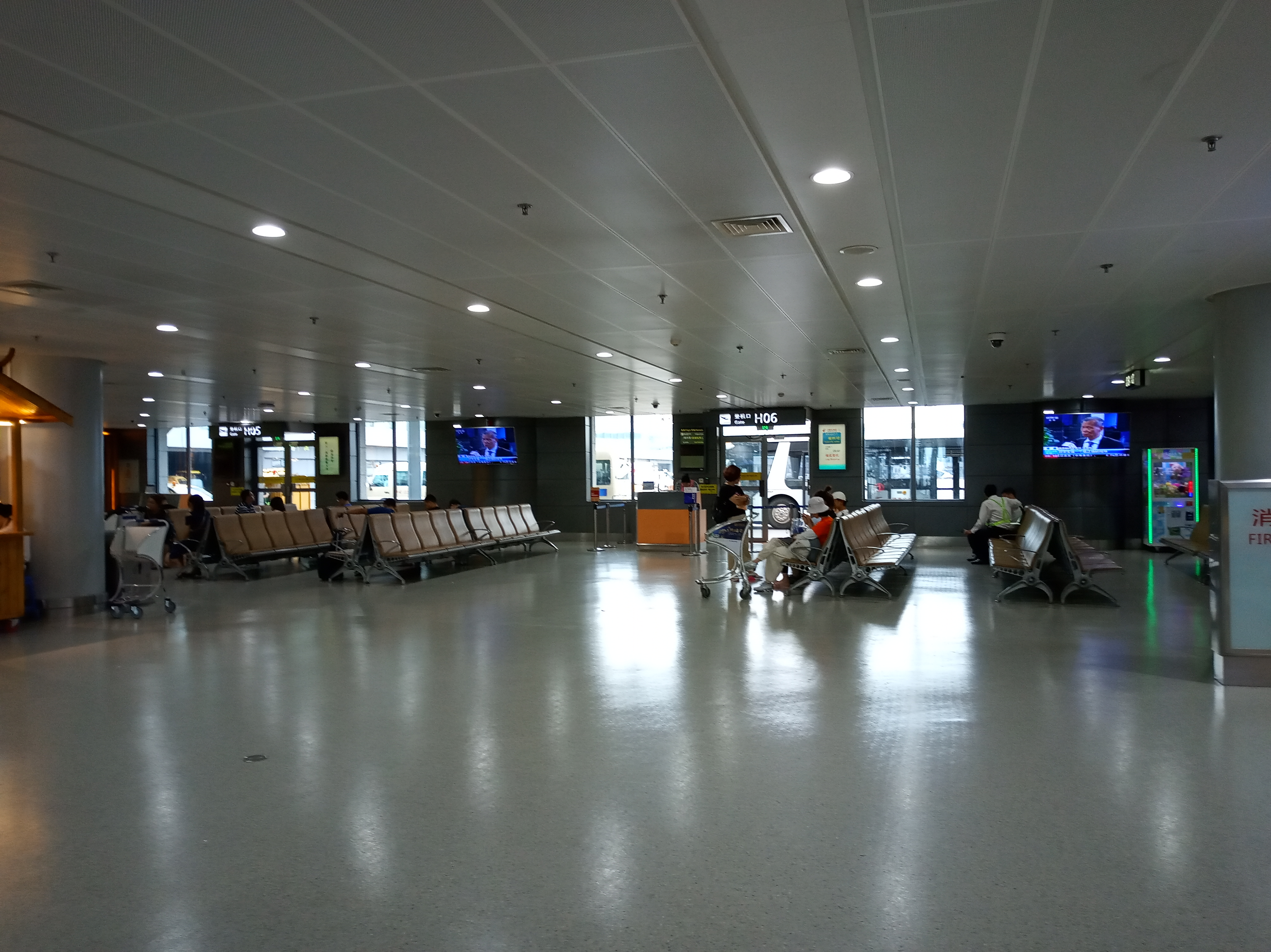
南二指廊B1远机位候机区
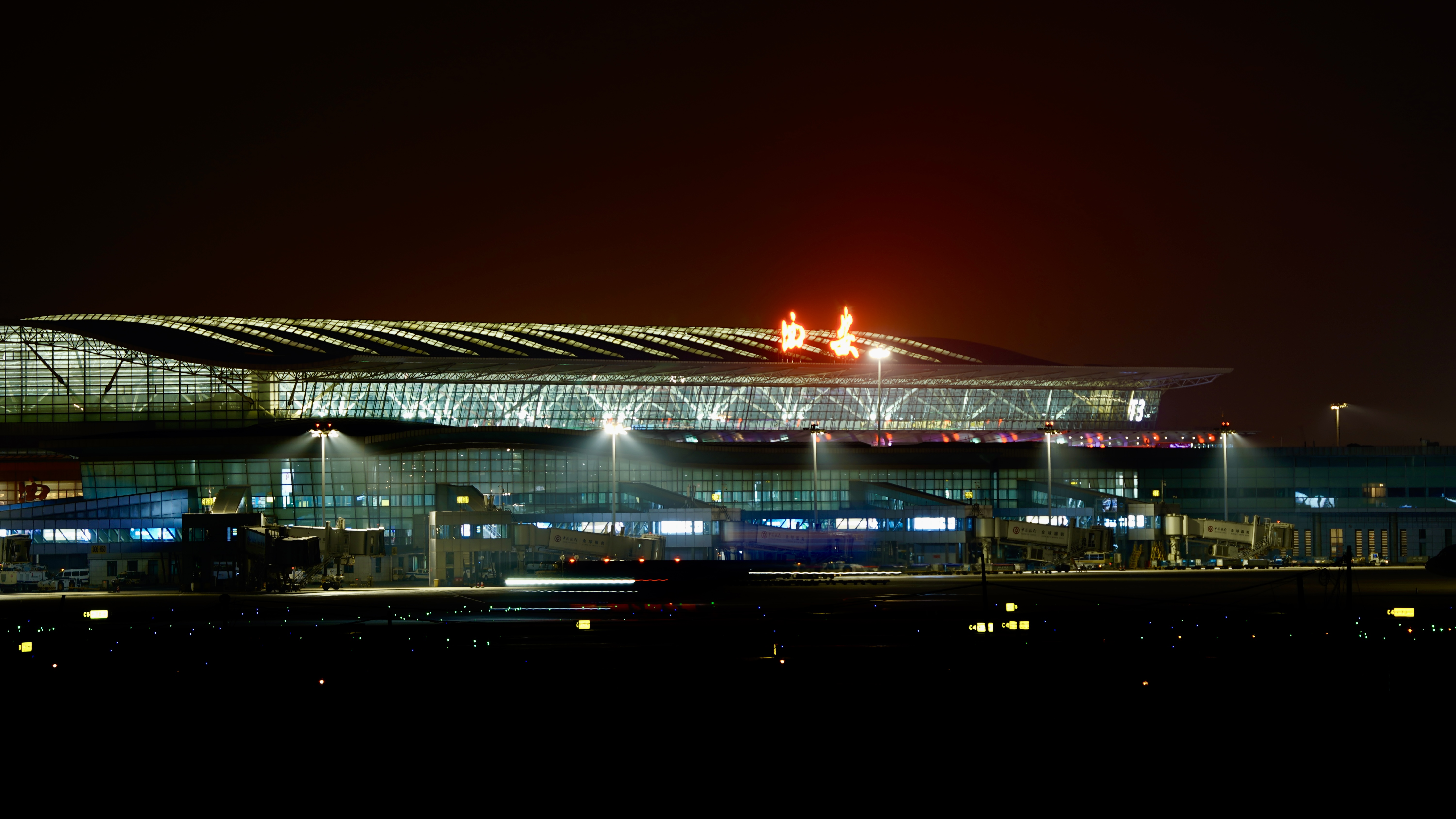
从机场东南眺望T3航站楼南一指廊

##### 南三指廊
南三指廊位于T3航站楼南连接楼以西，于2018年3月开工建设，2019年8月16日正式投入运营。南三指廊及站坪工程新建航站楼面积2.3万平方米，增加站坪面积31万平方米，增加廊桥7部，规划机位29个，可保障年客流量1,000万人次。南三指廊采用出发、到达旅客混流模式设计。

##### 国际指廊
西安机场国际指廊位于西安机场3号航站楼西北侧，于2013年10月31日开工建设，于2015年4月28日正式投入运营，与此同时T2航站楼国际候机厅关闭，首航为东方航空MU2065航班从西安飞往曼谷。西安机场国际指廊总体布局呈“哑铃形”，工程总投资3.5亿元，建筑面积6万平方米，包括改造T3航站楼约4万平方米。可提供近机位7个，远机位4个，新建值机岛2个，值机柜台30个，安检通道8条，出入境检验检疫柜台8个，海关检验通道15条，出入境智能验证通道22条，自助通道13个，年设计旅客吞吐量300万人次。2025年2月T5航站楼启用后，T3航站楼国际指廊亦停止使用。

#### T5航站楼

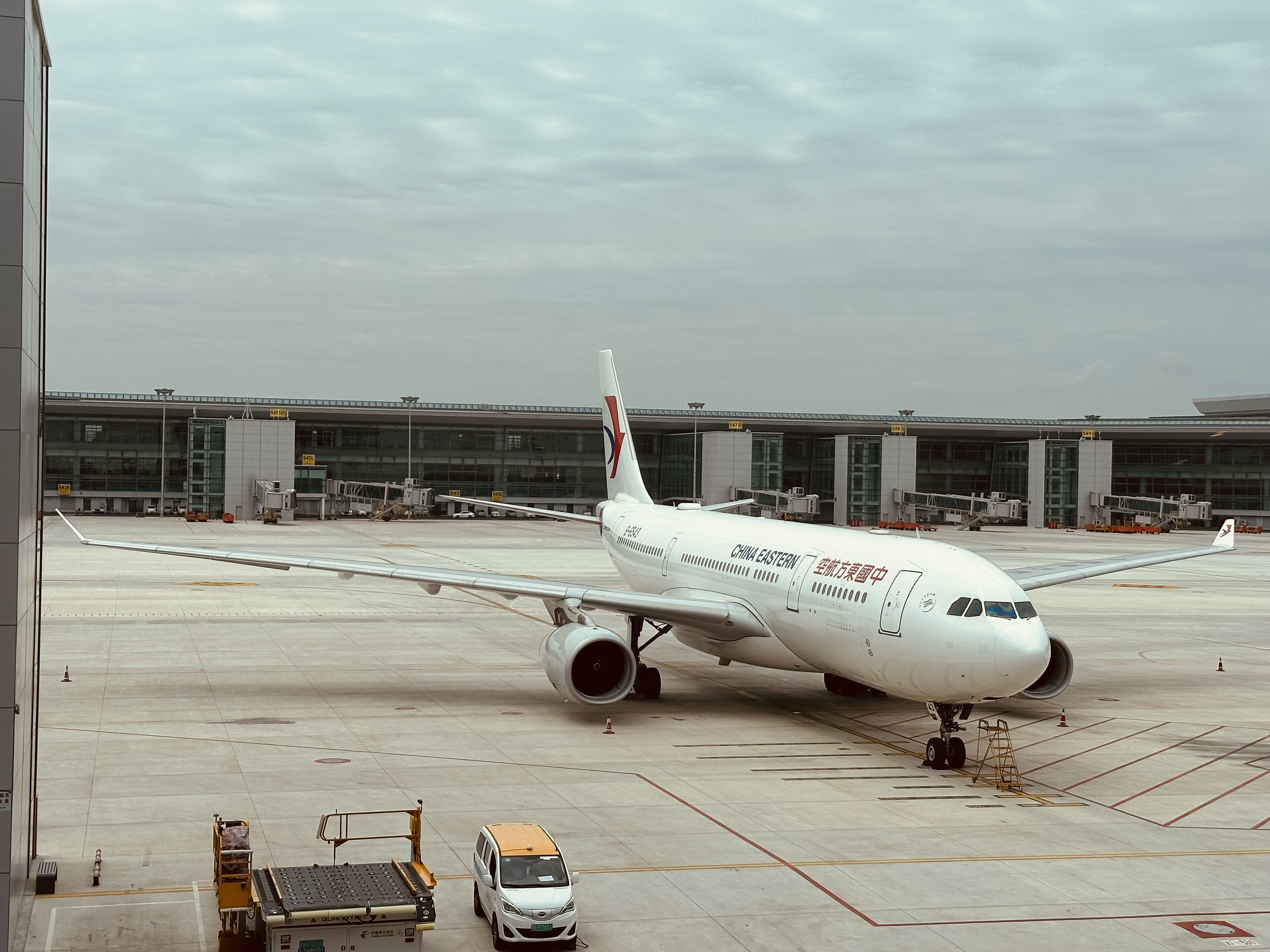
中国东方航空航机于T5航站楼

西安咸阳国际机场T5航站楼于2024年12月27日建成，2025年2月20日投入运营。转至T5运营的航空公司包括中国东方航空及旗下上海航空、中国联合航空，长龙航空，另外所有国际、港澳台地区航班亦在T5运营。该航站楼总建筑面积70.55万平方米，采用主楼+六指廊构型，布置68个近机位，同时航站楼内设有在地文物展示博物馆，集中展示西安咸阳国际机场在历次建设期间考古发掘的文物。

### 維修設施
- 東航西安維修基地
- 海航技術西北維修基地

### 便利設施
2012年7月10日，西安国际机场成為中國第一家開設睡眠盒子的機場。 2013年4月3日起，旅客在机场贵宾室、办票、候机、到达、餐饮等航站楼公共区域，都可以通过具有无线上网功能的平板电脑、手提电脑、智能手机等电子产品，搜索并连接“Xian Airport Free”无线网络，享受免费无线上网的服务。据悉，机场无线网络带宽在100兆级以上，可以同时满足1,000人左右上网。

#### 贵宾服务
西安咸阳机场贵宾等级服务由迅邦达贵宾服务公司统一运营管理。迅邦达主贵宾厅位于2号航站楼北侧，2号和1号航站楼之间，有专用停车场。如果没有托运行李，可以直接在此通过安检和登机。如果有托运行李并、且乘坐的是由1号航站楼出发的航班，则必须使用1号航站楼的贵宾厅，共用1号航站楼头等舱安检通道；而乘坐2号航站楼出发的航班，无论有无托运行李，均可直接使用2号航站楼迅邦达主贵宾厅，并有专用安检通道。

### 飞行区
机场南飞行区现状等级应为4F，北飞行区等级为4E，现有南、北两条跑道。
为了满足两条跑道之间飞机调度的需要，在两条跑道西端按E类飞机运行标准新建两条中线距离为100米的垂直联络滑行通道，宽度23米，两侧各设10.5米宽道肩，总宽度44米。并在西联络通道跨越西进场路处设置了4座滑行桥。

#### 塔台

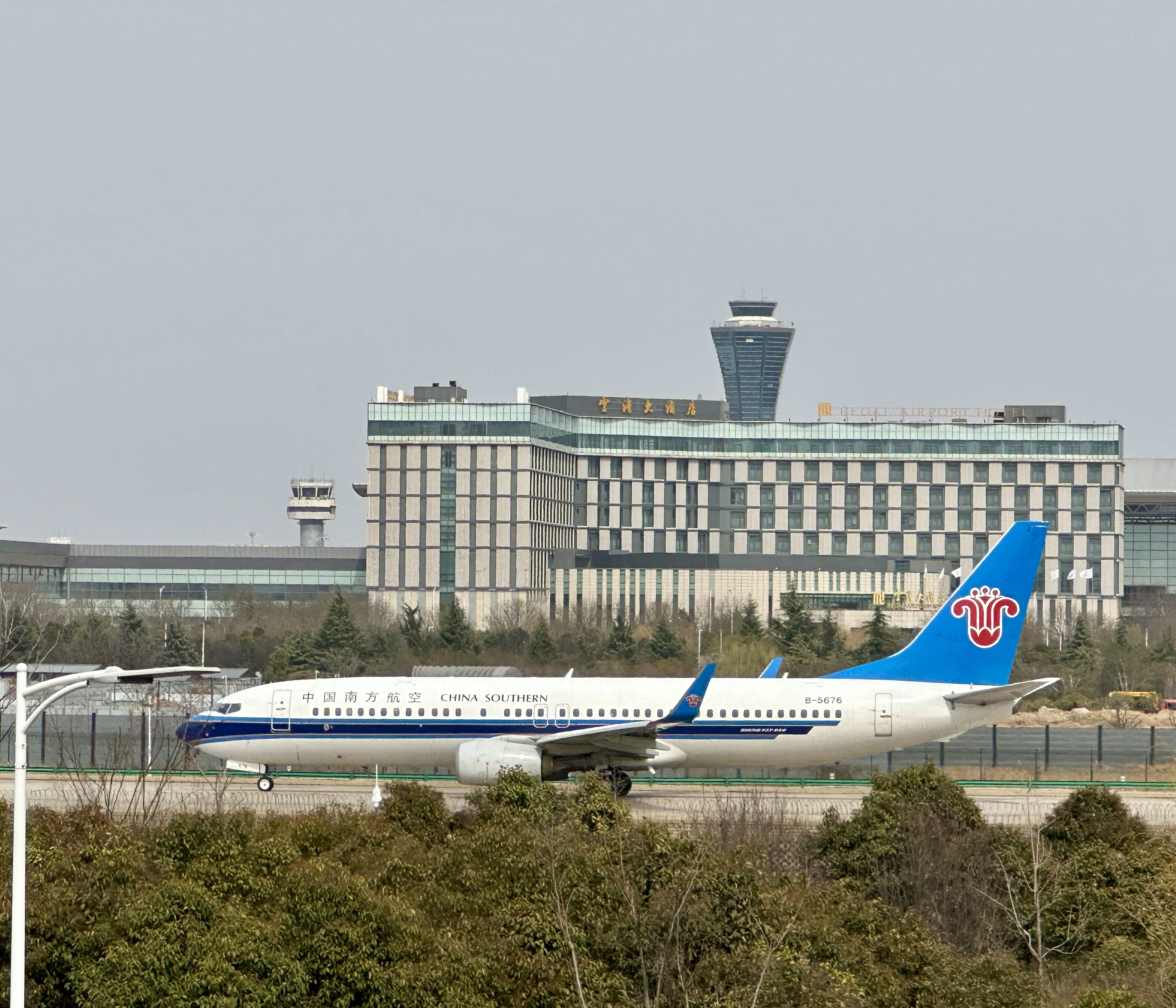
机场新塔台

1991年，机场建成时的塔台位于T1航站楼东侧。2012年5月3日，随着T3A航站楼的使用，服役了21年的老塔台停止使用。新塔台高99.9米，为目前全国第三高。

#### 跑道
西安机场现有三条跑道，北一跑道位于核心航站区北侧，长3,000米、宽45米，两侧道肩各宽7.5米，总宽度60米。设有与其等长、宽23米的平行滑行道，两侧道肩各宽12.5米，总宽度38米，平行滑行道中线距离跑道中线距离为200米；南跑道位于核心航站区南侧，长3800米、宽60米，两侧道肩各宽7.5米，总宽度75米。2024年12月，北二跑道建成运行。北二跑道长3800米、宽45米，设有一条平行滑行道。

## 航點
西安咸阳国际机场共有30家国内航空公司（集团）和12家外航（地区）航空公司在咸阳机场运营。6家基地航空公司，分别是中国东方航空西北公司、长龙航空第二基地（西北分公司）、海航集团长安航空、中国南方航空西安分公司、天津航空西安分公司和幸福航空有限责任公司。
西安咸阳国际机场与国内外45家航空公司建立了航空业务往来，开辟的通航点达129个，航线242条。包含了赫尔辛基、首尔、釜山、东京、新加坡、巴黎、曼谷以及香港、台北等国际和地区的城市。截止2016年末，年运输起降、旅客吞吐量、货邮吞吐量分别达到29.02万架次、3699.4万人次和23.3万吨。2013年6月15日，随着由芬兰航空执行的由芬兰首都赫尔辛基的AY60航班抵达西安咸陽國際機場，标志着中国西北地区首条直飞芬兰航线的顺利通行。

### 境內航線
| 航空公司     | 目的地 |
| ------------ | --- |
| 中國東方航空 | 北京/大興、長春、長沙、常州、重慶、大連、大理、大同、敦煌、鄂爾多斯、福州、格爾木、廣州、桂林、貴陽、海口、海拉爾、杭州、哈爾濱、合肥、呼和浩特、淮安、濟南、嘉峪關、井岡山、九寨溝、喀什、昆明、拉薩、蘭州、麗江、連雲港、臨滄、南昌、南京、寧波、青島、日喀則、三亞、上海/虹橋、上海/浦東、深圳、石家莊、無錫、溫州、武漢、烏魯木齊、克拉瑪依、廈門、西昌、錫林浩特、西寧、延安、鹽城、銀川、榆林、漢中、宜賓、玉樹、張家界、湛江、三亞（經停梧州）、西雙版納（經停昆明）、張掖 （季節性） |
| 中國南方航空 | 北京/大興、長沙、成都/天府、大同、瀋陽、哈爾濱、大連、廣州、深圳、桂林、貴陽、杭州、濟南、蘭州、鄂爾多斯、青島、三亞、上海/浦東、梅州、石家莊、太原、烏魯木齊、武漢、西寧、銀川、義烏、寧波、珠海、揭陽、昆明、吐魯番、合肥、榆林、哈爾濱、北海、嘉峪關（季節性） |
| 海南航空     | 北京/首都、上海/浦東 、長沙、重慶、大同、大連、福州、廣州、深圳、貴陽、海口、杭州、濟南、昆明、九寨溝、蘭州、南京、青島、三亞、太原、烏魯木齊、武漢、廈門、西寧、烏海、宜昌、溫州、烏海、桂林、哈爾濱、瀋陽、青島、玉林 |
| 天津航空     | 長春、東營、敦煌、惠州、海口、杭州、合肥、呼和浩特、蘭州、太原、天津、烏魯木齊、中衛、阜陽、榆林、海拉爾、巴彥淖爾、大同、包頭、哈密、大連、濟南、昆明、金昌、南寧、溫州、貴陽、瀋陽、遵義/新舟、三亞、廈門（經停安慶）、常德、福州、海口（經停懷化）、秦皇島（季節性）、鄂爾多斯（季節性）、荔波（經停安顺或遵义/茅台）、玉林 |
| 四川航空     | 北京/首都、重慶、九寨溝、拉薩、臨沂、伊寧、南京、榆林、烏魯木齊、錫林浩特、濟南、烏海、中衛、哈爾濱、南寧、西寧、宜賓、三亞、杭州、北海、廈門、西雙版納（經停瀘州）、夏河（季節性） |
| 中國國際航空 | 北京/首都、桂林、杭州、上海/浦東、大連、烏魯木齊、克拉瑪依、 銀川、天津、重慶、哈爾濱 |
| 上海航空     | 上海/浦東、上海/虹橋、南京、三亞、西寧、蘭州、鄂爾多斯、嘉峪關 |
| 首都航空     | 三亞、海口、南京、濟南、唐山、桂林、黃山、廈門、張家界、麗江、呼和浩特、錫林浩特、杭州、桂林、寧波、合肥、武漢 |
| 深圳航空     | 福州、廣州、蘭州、三亞、深圳、南京、揚州泰州、廈門、西寧、銀川、哈爾濱、大連、烏魯木齊、景德鎮、攀枝花、南通、烟台 |
| 廈門航空     | 長沙、重慶、福州、杭州、南昌、寧波、天津、武漢、廈門、溫州、銀川、南京、武夷山、晉江、西寧、萬州 |
| 長安航空     | 海口、珠海、西寧、呼和浩特、桂林、貴陽、福州、無錫、惠州、北海、三亞（經停興義） |
| 山東航空     | 貴州、濟南、青島、菏澤、昆明、煙台、西寧、廈門、太原、南昌、武夷山 |
| 幸福航空     | 太原、延安、鄭州、襄陽、武漢、天水、固原、運城、合肥、包頭、義烏、长沙、哈尔滨、天津、煙台 |
| 河北航空     | 石家莊、長沙、桂林、綿陽、溫州 |
| 華夏航空     | 大連、濟寧、秦皇島、張家口、上饶 |
| 祥鵬航空     | 昆明、呼和浩特、包頭、麗江、西双版纳 |
| 中國聯合航空 | 北京/大興、貴陽、石家莊 |
| 春秋航空     | 上海/浦東、上海/虹橋、瀋陽、烏魯木齊、寧波、大连、阜阳、揭阳、南昌、上饶、深圳 |
| 成都航空     | 三亞、柳州、青島 |
| 吉祥航空     | 上海/虹橋、銀川 |
| 長龍航空     | 杭州、南京、包頭、常州、赤峰、恩施、哈尔滨、喀什、库尔勒、威海、烟台、银川 |
| 西藏航空     | 拉薩 |
| 奧凱航空     | 天津、南寧、长沙、九江、南昌、寧波、深圳、烏魯木齊 |
| 首都航空     | 廈門（經停黃山） |
| 昆明航空     | 昆明 |
| 瑞麗航空     | 昆明、呼和浩特、瀋陽 |
| 九元航空     | 巴彥淖爾 |
| 西部航空     | 重慶 |

### 港澳台/國際航線
2016年8月1日，西安机场“通程航班”业务开始试运行，经海关总署批准，西安海关自2017年3月14日起在西安咸阳国际机场正式运行中转进出境旅客“通程航班”业务。中转进出境旅客可以在始发站机场一次性办理始发站和中转站的乘机和行李托运手续，旅客在中转站只需要确认乘机手续，到达目的地后直接提取行李。西安咸阳国际机场也成为继北京首都国际机场、上海浦东国际机场、广州白云国际机场、昆明长水国际机场后全国第5个，西北地区首个运行“通程航班”业务的机场。
西安成为西北首家获准实施外国人过境免签政策的城市，也是全国继北京、上海、广州、成都、重庆、大连、沈阳之后实施该政策的城市，适用政策的国家有53个，涉及到欧洲申根签证协议国家24个，欧洲其他国家15个，美洲国家6个，大洋洲国家2个和亚洲的6个国家。
| 航空公司     | 目的地 |
| ------------ | --- |
| 中國東方航空 | 港澳台：香港、澳門 亞洲：東京/成田、名古屋/中部、首尔/仁川（经停青岛）、新加坡、吉隆坡（经停昆明）、普吉、河內、富國島、迪拜、塔什干 歐洲：莫斯科/谢列梅捷沃、伊斯坦布尔、米兰/马尔彭薩 大洋洲：悉尼（经停武汉/济南/南京）、墨尔本（经停南京） |
| 海南航空     | 亞洲：東京/成田、大阪/關西、札幌/新千歲、海參崴 歐洲：巴黎/戴高樂 |
| 長龍航空     | 中亞：塔什干、撒馬爾罕、比什凱克 東北亞：福岡 東南亞：芭提雅、檳城、吉隆坡 |
| 春秋航空     | 東北亞：大阪/關西、茨城 東南亞：曼谷/廊曼、曼谷/蘇凡納布、清邁、金邊 |
| 中國南方航空 | 阿拉木圖、杜尚貝、阿什哈巴德、多哈 |
| 長安航空     | 長崎（包机）、大分（包机）、鹿兒島（包机） |
| 天津航空     | 倫敦/希思羅、伊爾庫茨克（包機，經榆林） |
| 中國國際航空 | 阿斯塔納、明斯克 |
| 上海航空     | 布達佩斯 |
| 深圳航空     | 河內（经停深圳） |
| 吉祥航空     | 萬象 |
| 西藏航空     | 蘇梅島 |
| 國泰航空     | 香港 |
| 香港航空     | 香港 |
| 韓亞航空     | 首爾/仁川 |
| 大韓航空     | 首爾/仁川 |
| 釜山航空     | 釜山 |
| 真航空       | 濟州 |
| 酷航         | 新加坡 |
| 全亞洲航空   | 吉隆坡 |
| 泰國亞洲航空 | 曼谷/廊曼 |
| 泰國獅子航空 | 曼谷/廊曼 |
| 越捷航空     | 胡志明市、河内、芽莊（包机） |
| 馬爾地夫航空 | 馬累 |
| 斯卡特航空   | 奇姆肯特 |

### 货运
| 航空公司     | 目的地                           |
| ------------ | -------------------------------- |
| 东海航空     | 深圳、南通、曼谷/蘇凡納布        |
| 中国邮政航空 | 深圳、南京、武漢、首爾/仁川      |
| 顺丰航空     | 杭州、东京/成田、新西伯利亚      |
| 圆通航空     | 塔什干、首爾/仁川、曼谷/蘇凡納布 |
| 大韓航空貨運 | 首爾/仁川、河内、安克拉治        |

## 统计
请参阅源Wikidata查询.

## 交通配套

### 机场巴士
在T3A航站楼旁，西安西安咸阳国际机场新建设的集长途客车、城市快轨、出租车和机场大巴一体的综合交通枢纽。
在这里可以抵达西安市区以及咸阳市。到西安市区票价25元人民币，到咸阳市区票价15元人民币。
- 1号线：西稍门（空港商务酒店）—机场
  - 西安发车时间：05:00—次日02:00，每20分钟发一班车；机场发车时间：07:20—末航班，机场发车间隔视航班密度确定。
- 2号线：火车站（陇海大酒店，五路口十字西北角）—机场
  - 西安发车时间：06:00—21:00，每30分钟发一班车；机场发车时间：08:00—次日00:00，机场发车间隔视航班密度确定。
- 3号线：西高新（志诚丽柏酒店）—西稍门（空港商务酒店）—机场
  - 西安发车时间：西高新：06:00—21:00，每30分钟发一班车。西稍门：05:00—次日02:00，每30分钟发一班车；机场发车时间：07:30—19:30，机场发车间隔视航班密度确定。
- 4号线：西安宾馆（长安中路草场坡）—机场
  - 西安发车时间：06:00——21:00，每间隔一小时发车；机场发车时间：08:20——21:20，机场发车间隔视航班密度确定，最长间隔一小时发车。
- 5号线：建国饭店（互助路二号）—长庆宾馆—机场
  - 西安发车时间：07:00—20:00，每间隔一小时发车；机场发车时间：08:30—20:30，机场发车间隔视航班密度确定，最长间隔一小时发车。
- 6号线：咸阳彩虹宾馆—民生商厦—咸阳市政府—人民路（渭城中学）—咸阳火车站—机场
  - 咸阳发车时间：07:00—19:00，每间隔一小时发车；机场发车时间：08:30—20:30，机场发车间隔视航班密度确定，最长间隔一小时发车。
- 7号线：城南客运站—西北饭店—长征国际酒店—机场：西安发车时间：08:30—19:30，每间隔一小时发车；机场发车时间：08:30—17:30，每间隔一小时发车。
- 8号线：西安火车北客站—机场
  - 西安发车时间：09:00—20:00，每间隔一小时发车；机场发车时间：08:00—19:00，每间隔一小时发车。
- 802路（由西咸公交集团运营）：空港临空产业园←→空港新城幸福里西区，票价2元，可使用长安通，交通联合卡。
- 空港临空产业园发车：06:00-19:00
- 空港新城幸福里西区发车：07:00-19:30

### 长途客车
机场开通了去往宝鸡、汉中、渭南、韩城、铜川、延安、杨凌、安康、商州、阎良、临潼11条省内线路，天水、平凉、西峰等3条省际线路。

### 出租车
| 方向 | 车辆类型                 | 日间起步价 | 资费        | 夜间起步价 |
| ---- | ------------------------ | ---------- | ----------- | ---------- |
| 西安 | 1.8L以下                 | 10元       | 2元/公里    | 11元       |
| 西安 | 1.8L以上                 | 10元       | 2.40元/公里 | 11元       |
| 咸阳 | 绿色（1.8L排量，或以下） | 5元        | 1.2元/公里  | 6元        |
| 咸阳 | 黑色 （1.8L排量以上）    | 8.80元     | 2.20元/公里 | 10元       |

注：
1. 上表中费用以人民币CNY计算。[35]

### 机场高速
西安咸阳国际机场目前拥有3条高速公路： 咸阳机场专用高速， 福银高速（咸阳机场高速公路）和连接至  包茂高速（西铜高速）的 机场公路。

#### 机场专线
咸阳机场专用高速公路于2009年7月8日通车，连接西安绕城高速公路和机场东门。机场专线始于西安市朱宏路与西安绕城高速公路交叉处的互通式立交，终点接机场东进场道路；途经西安经济技术开发区、未央区及咸阳市渭城区的正阳镇、底张镇，路线全长20.58公里。主线采用双向八车道，设计车速120公里/小时。在高速公路两端建有收费广场，各设置了宽达103米的19个车道，其中11个为出口车道，8个为进口车道；进口车道设有2个人工发卡通道，5个自动发卡，1个使用“三秦通”的ETC不停车收费通道。

#### 西线
咸阳机场高速公路（西线），属福银高速的延伸部分，连接西安绕城高速公路和机场西门；2001年9月2日开工，2003年9月29日建成通车。起点位于绕城高速六村堡立交，跨渭河至周陵，沿机场西线南侧设机场连接线，至机场西门；全长18公里，双向六车道，车速120公里/小时；设互通式立交3处，特大桥1座3174米。

#### 东线
可从西铜高速进入 机场公路，双向2车道，设互通式立交3处。

### 轨道交通

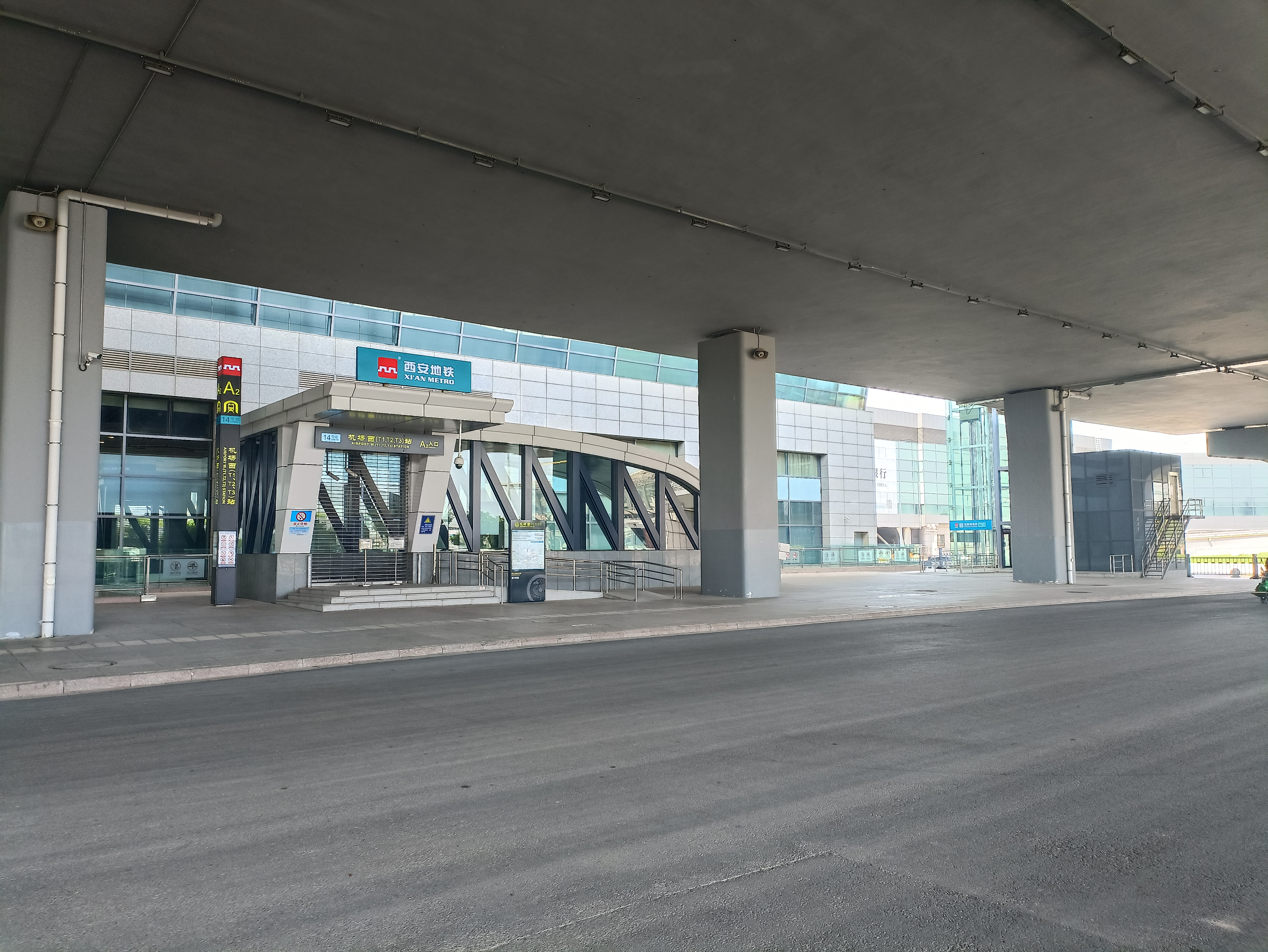
T3航站楼到达层的地铁入口

连接机场和西安市区的西安地铁14号线于2011年12月29日开工，线路全长29.31公里，由西安北站至机场西（T1、T2、T3）；计划投资90.34亿元，並在2019年9月29日开通运营。机场西（T1、T2、T3）开通启用，但机场（T5）甩站至2025年2月18日止。
该线路全线设西安北站（与地铁4号线换乘）、渭河南、秦宫、秦汉新城、长陵、摆旗寨、艺术中心、空港新城、机场（T5）、机场西（T1、T2、T3）共10座车站，1处车辆段；其中，机场西（T1、T2、T3）设置于T3与T2航站楼之间，车站总建筑面积1.34万平方米。

## 事件
2025年5月8日晚，受强对流天气影响，西安咸阳国际机场T5航站楼多处出现漏雨和冰雹积压现象，此前有旅客表示吊顶出现轻微脱落。事后咸阳机场表示“暂未发现航站楼屋面、吊顶、幕墙损坏情况”，并已安排专业人员对航站楼进行全面排查。

## 未来发展
西安咸阳国际机场2015年三期扩建工程总体规划顺利通过民航局评审，机场按照国际航空中心标准建设，新增2条3800米跑道、1条3000米跑道，将现北跑道改造为平行滑行道，在其北侧190米处新建长3800米、宽45米的北一跑道，主降方向设置Ⅲ类精密进近灯光系统，次降方向设置Ⅰ类精密进近灯光系统；在北一跑道北侧413.5米处新建长3800米、宽45米的北二跑道，双向设置Ⅰ类精密进近灯光系统，在现南跑道南侧380米处新建长3000米、宽45米的南二跑道，双向设置Ⅰ类精密进近灯光系统，新增T2B、T3卫星厅、T4和T5航站楼。先期开工建设的为T3卫星厅，以及独立位于机场东部新建70万平方米的T5航站楼，以及机场快轨，线路走向为东航站楼-卫星厅-T3航站楼东侧车辆基地，拟采用钢轮钢轨A型车。西安咸阳国际机场三期扩建工程项目总投资496亿元，总占地12621亩，共建设3条跑道、115个机位及站坪、70万平方米航站楼、综合交通中心、空管基地和油库。
项目2025年建成后，将形成4条跑道、4座航站楼同步运行，东西两个航站区“双轮驱动”的发展格局，可保障1.2亿人次旅客吞吐量和200万吨货邮吞吐量需求。